# Omán en los Juegos Paralímpicos de Pekín 2008
Omán estuvo representado en los Juegos Paralímpicos de Pekín 2008 por un deportista masculino. El equipo paralímpico omaní no obtuvo ninguna medalla en estos Juegos.